# Liste des présidents du Bangladesh

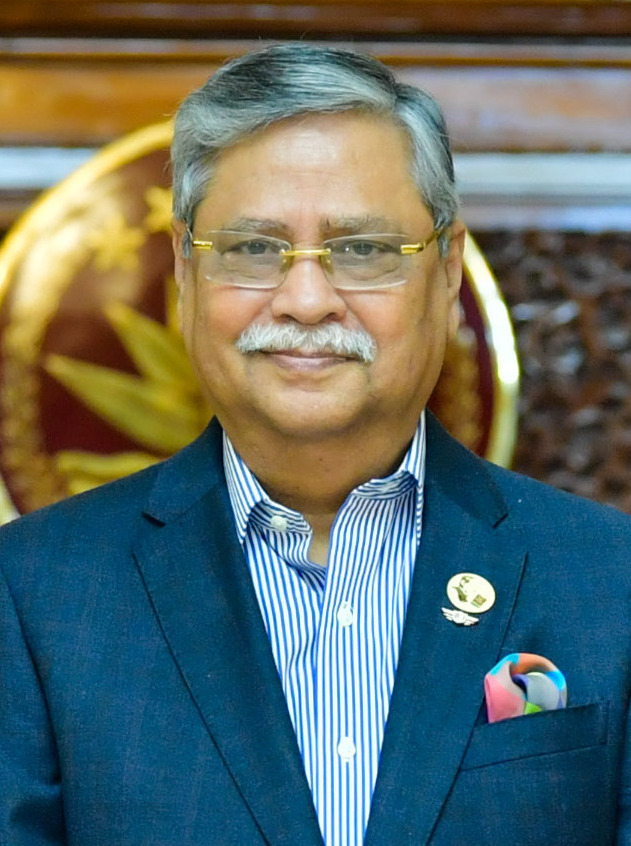
Le président actuel, Mohammad Shahabuddin

Cet article dresse la liste des présidents de la république populaire du Bangladesh depuis sa proclamation d'indépendance vis-à-vis du Pakistan le 26 mars 1971.

## Liste des titulaires
Partis politiques
- Ligue Awami (AL) / Ligue Krishak Sramik Awami du Bangladesh (BaKSAL)
- Parti nationaliste du Bangladesh (BNP)
- Parti Jatiya (JaPa)

Autre
- Indépendant

| N°                                                | Portrait                                          | Titulaire (Naissance-Mort)                        | Élection                                          | Mandat                                            | Mandat                                            | Mandat                                            | Parti politique                                   | Parti politique                                   |
| N°                                                | Portrait                                          | Titulaire (Naissance-Mort)                        | Élection                                          | Début                                             | Fin                                               | Durée                                             | Parti politique                                   | Parti politique                                   |
| Gouvernement provisoire du Bangladesh (1971-1972) | Gouvernement provisoire du Bangladesh (1971-1972) | Gouvernement provisoire du Bangladesh (1971-1972) | Gouvernement provisoire du Bangladesh (1971-1972) | Gouvernement provisoire du Bangladesh (1971-1972) | Gouvernement provisoire du Bangladesh (1971-1972) | Gouvernement provisoire du Bangladesh (1971-1972) | Gouvernement provisoire du Bangladesh (1971-1972) | Gouvernement provisoire du Bangladesh (1971-1972) |
| ------------------------------------------------- | ------------------------------------------------- | ------------------------------------------------- | ------------------------------------------------- | ------------------------------------------------- | ------------------------------------------------- | ------------------------------------------------- | ------------------------------------------------- | ------------------------------------------------- |
| 1                                                 | Sheikh Mujibur Rahman                             | Sheikh Mujibur Rahman (1920-1975)                 | –                                                 | 17 avril 1971                                     | 12 janvier 1972                                   | 8 mois et 26 jours                                |                                                   | AL                                                |
| République populaire du Bangladesh (depuis 1972)  |                                                   |                                                   |                                                   |                                                   |                                                   |                                                   |                                                   |                                                   |
| 2                                                 | Abu Sayeed Chowdhury                              | Abu Sayeed Chowdhury (1921-1987)                  | –                                                 | 12 janvier 1972                                   | 24 décembre 1973                                  | 1 an, 11 mois et 12 jours                         |                                                   | AL                                                |
| 3                                                 | Mohammad Mohammadullah                            | Mohammad Mohammadullah (1921-1999)                | intérim                                           | 24 décembre 1973                                  | 27 janvier 1974                                   | 1 an, 1 mois et 1 jour                            |                                                   | AL                                                |
| 3                                                 | Mohammad Mohammadullah                            | Mohammad Mohammadullah (1921-1999)                | 1974                                              | 27 janvier 1974                                   | 25 janvier 1975                                   | 1 an, 1 mois et 1 jour                            |                                                   | AL                                                |
| (1)                                               | Sheikh Mujibur Rahman                             | Sheikh Mujibur Rahman (1920-1975)                 | –                                                 | 25 janvier 1975                                   | 15 août 1975 (assassiné dans un coup d'État)      | 6 mois et 21 jours                                |                                                   | BaKSAL                                            |
| 4                                                 | Khondaker Mostaq Ahmad                            | Khondaker Mostaq Ahmad (1918-1996)                | –                                                 | 15 août 1975                                      | 6 novembre 1975 (déposé par un coup d'État)       | 2 mois et 22 jours                                |                                                   | AL                                                |
| 5                                                 | Abu Sadat Mohammad Sayem                          | Abu Sadat Mohammad Sayem (1916-1997)              | –                                                 | 6 novembre 1975                                   | 21 avril 1977                                     | 1 an, 5 mois et 15 jours                          |                                                   | AL                                                |
| 6                                                 | Ziaur Rahman                                      | Ziaur Rahman (1936-1981)                          | 1977 1978                                         | 21 avril 1977                                     | 30 mai 1981 (assassiné)                           | 1 mois et 9 jours                                 |                                                   | Militaire/BNP                                     |
| 7                                                 | Abdus Sattar                                      | Abdus Sattar (1906-1985)                          | intérim                                           | 30 mai 1981                                       | 20 novembre 1981                                  | 4 ans, 9 mois et 22 jours                         |                                                   | BNP                                               |
| 7                                                 | Abdus Sattar                                      | Abdus Sattar (1906-1985)                          | 1981                                              | 30 mai 1981                                       | 24 mars 1982 (déposé par un coup d'État)          | 4 ans, 9 mois et 22 jours                         |                                                   | BNP                                               |
| Vacance de la fonction du 24 au 27 mars 1982      |                                                   |                                                   |                                                   |                                                   |                                                   |                                                   |                                                   |                                                   |
| 8                                                 | A. F. M. Ahsanuddin Chowdhury                     | A. F. M. Ahsanuddin Chowdhury (1915-2001)         | –                                                 | 27 mars 1982                                      | 10 novembre 1983                                  | 1 an, 7 mois et 14 jours                          |                                                   | Indépendant                                       |
| 9                                                 | Hossain Mohammad Ershad                           | Hossain Mohammad Ershad (1930-2019)               | 1985 1986                                         | 11 décembre 1983                                  | 6 décembre 1990                                   | 6 ans, 11 mois et 25 jours                        |                                                   | Militaire/JaPa                                    |
| –                                                 | Shahabuddin Ahmed                                 | Shahabuddin Ahmed (1930-2022)                     | intérim                                           | 6 décembre 1990                                   | 10 octobre 1991                                   | 10 mois et 4 jours                                |                                                   | Indépendant                                       |
| 10                                                | Abdur Rahman Biswas                               | Abdur Rahman Biswas (1926-2017)                   | 1991                                              | 10 octobre 1991                                   | 9 octobre 1996                                    | 4 ans, 11 mois et 29 jours                        |                                                   | BNP                                               |
| 11                                                | Shahabuddin Ahmed                                 | Shahabuddin Ahmed (1930-2022)                     | 1996                                              | 9 octobre 1996                                    | 14 novembre 2001                                  | 5 ans, 1 mois et 5 jours                          |                                                   | Indépendant                                       |
| 12                                                | A. Q. M. Badruddoza Chowdhury                     | A. Q. M. Badruddoza Chowdhury (1930-2024)         | 2001                                              | 14 novembre 2001                                  | 21 juin 2002                                      | 7 mois et 7 jours                                 |                                                   | BNP                                               |
| –                                                 | Muhammad Jamiruddin Sircar                        | Muhammad Jamiruddin Sircar (né en 1931)           | intérim                                           | 21 juin 2002                                      | 6 septembre 2002                                  | 2 mois et 16 jours                                |                                                   | BNP                                               |
| 13                                                | Iajuddin Ahmed                                    | Iajuddin Ahmed (1931-2012)                        | 2002                                              | 6 septembre 2002                                  | 12 février 2009                                   | 6 ans, 5 mois et 6 jours                          |                                                   | Indépendant                                       |
| 14                                                | Zillur Rahman                                     | Zillur Rahman (1929-2013)                         | 2009                                              | 12 février 2009                                   | 20 mars 2013 (mort en fonction)                   | 4 ans, 1 mois et 8 jours                          |                                                   | AL                                                |
| 15                                                | Abdul Hamid                                       | Abdul Hamid (né en 1944)                          | intérim                                           | 14 mars 2013                                      | 24 avril 2013                                     | 10 ans, 1 mois et 10 jours                        |                                                   | AL                                                |
| 15                                                | Abdul Hamid                                       | Abdul Hamid (né en 1944)                          | 2013 2018                                         | 14 mars 2013                                      | 24 avril 2023                                     | 10 ans, 1 mois et 10 jours                        |                                                   | AL                                                |
| 16                                                | Mohammad Shahabuddin                              | Mohammad Shahabuddin (né en 1949)                 | 2023                                              | 24 avril 2023                                     | en cours                                          | 2 ans, 3 mois et 21 jours                         |                                                   | AL                                                |